# Chaco tigre
Chaco tigre là một loài nhện trong họ Nemesiidae.
Chaco tigre được miêu tả năm 1995 bởi Goloboff.